# Colin Forbes
Colin Forbes, właśc. Raymond Harold Sawkins (ur. 14 lipca 1923 w Hampstead, zm. 23 sierpnia 2006 w Londynie) – brytyjski pisarz, autor ponad 40 książek, w większości sygnowanych pseudonimem „Colin Forbes”. Najbardziej znany z ukazującej się przez szereg lat serii thrillerów, których głównym bohaterem był Tweed, wicedyrektor Secret Intelligence Service.

## Zarys biografii
Uczył się w The Lower School of John Lyon w Harrow on the Hill w London Borough of Harrow. W wieku 16 lat rozpoczął pracę zawodową jako młodszy redaktor w czasopiśmie oraz oficynie wydawniczej. Podczas II wojny światowej służył w Armii Brytyjskiej w Afryce Północnej i na Bliskim Wschodzie. Przed demobilizacją został przydzielony do Army Newspaper Unit (jednostki prasowej armii) w Rzymie. Po wyjściu z wojska związał się z Londynem i jednym z tamtejszych wydawnictw. Pierwszą książkę, Snow on High Ground, wydał pod własnym nazwiskiem w 1966. Przez pierwsze sześć lat publikował swoje powieści zamiennie jako Richard Raine, Colin Forbes, i Jay Bernard. Pierwszym tytułem wydanym pod ps. „Colin Forbes” był Tramp in Armour w 1969. Później, z wyjątkiem The Burning Fuse, opublikowanej pod ps. „Jay Bernard”, wszystkie książki sygnował już jako Colin Forbes.
Zmarł 23 sierpnia 2006 na zawał serca.

### Rodzina
Był żonaty z Jane Robertson (1925-1993). Miał z nią jedną córkę – Janet.

## Twórczość
Miał w zwyczaju co roku pisać nową powieść, stworzył ich w sumie 41 – każda stała się bestsellerem tłumaczonym na co najmniej 30 języków. Wszystkie miejsca opisane w książkach dobrze poznał, zwiedzając większość państw Europy zachodniej, oba wybrzeża Ameryki oraz kraje Afryki i Azji. Zasłynął jako autor powieści utrzymanych w konwencji thrillera, z których najbardziej znany jest cykl „Tweed and Co.” Głównym bohaterem serii jest Tweed, zastępca dyrektora brytyjskiego tajnego wywiadu (SIS).
Tylko jedna książka Forbesa została sfilmowana. W 1979 wszedł na ekrany obraz Ekspress pod lawiną, zrealizowany na podstawie powieści o tym samym tytule. Wyreżyserował go Mark Robson, a role główne zagrali: Lee Marvin, Robert Shaw i Linda Evans.
Jego ostatnia książka, The Savage Gorge, została opublikowana pośmiertnie w listopadzie 2006.

## Publikacje
- Tramp in Armour (1969) – wyd. pol. Pancerna wycieczka , CIA-Books/SVARO Ltd. 1992 lub Pancerna ucieczka, Amber 1994
- The Heights of Zervos (1970) – wyd. pol. Na szczytach Zervos, Amber 1991 lub Klasztor na Zervos, AiB 2000
- The Palermo Ambush (1972) – wyd. pol. Pułapka w Palermo, Amber 1991 lub Zasadzka w Palermo, AiB 2000
- Target 5 (1973) – wyd. pol. Stacja nr 5, Amber 1991
- The Year of the Golden Ape (1974) – wyd. pol. Rok złotej małpy, Amber 1994
- The Stone Leopard (1975) – wyd. pol. Kamienny Lampart, Amber 1992
- Avalanche Express (1976) – wyd. pol. Ekspres pod lawiną, Amber 1993
- The Stockholm Syndicate (1981) – wyd. pol. Syndykat zbrodni, Amber 1991
- Double Jeopardy (1982) – wyd. pol. Podwójne ryzyko, Amber 1991
- The Leader and the Damned (1983) – wyd. pol. Wódz i przeklęci, Mizar 1993
- Terminal (1984) – wyd. pol. Terminal, Amber 1994
- Cover Story (1985) – wyd. pol. Kamuflaż, Amber 1991
- The Janus Man (1987) – wyd. pol. Wytropić zdrajcę, Amber 1993
- Deadlock (1988) – wyd. pol. Martwy punkt, Amber 1993
- The Greek Key (1989) – wyd. pol. Grecki klucz, Amber 1991
- Shockwave (1990) – wyd. pol. Fala uderzeniowa, Amber 1992
- Whirlpool (1991) – wyd. pol. Zabójczy wir, Amber 1993
- Cross of Fire (1992) – wyd. pol. Płonący krzyż, Amber 1994
- By Stealth (1992) – wyd. pol. Niewidzialna broń, Amber 1994
- The Power (1994) – wyd. pol. Władza, Amber 1995
- Fury (1995) – wyd. pol. Wściekłość, Amber 1995
- Precipice (1995) – wyd. pol. Przepaść, Amber 1996
- The Cauldron (1997) – wyd. pol. Kocioł, Amber 1998
- The Sisterhood (1997) – wyd. pol. Siostry, AiB 1998
- This United State (1998) – wyd. pol. Prowincja, AiB 1999
- Sinister Tide (1999) – wyd. pol. Przypływ, AiB 2000
- Rhinoceros (2000) – wyd. pol. Nosorożec, AiB 2001
- The Vorpal Blade (2001) – wyd. pol. Śmiertelne ostrze, Prószyński i S-ka 2008
- The Cell (2002) – wyd. pol. Komórka, AiB 2004
- No Mercy (2003) – wyd. pol. Bez litości, Prószyński i S-ka 2005
- Blood Storm (2004) – wyd. pol. Burza krwi, Prószyński i S-ka 2006
- The Main Chance (2005) – wyd. pol. Śmierć w banku Main Chance, Prószyński i S-ka 2007
- The Savage Gorge (2006)

### Jako Raymond Sawkins
- Snow on High Ground (1966)
- Snow in Paradise (1967)
- Snow Along The Border (1968)

### Jako Richard Raine
- A Wreath for America (1967) lub The Corder Index (USA)
- Night of the Hawk (1968)
- Bombshell (1969)

### Jako Jay Bernard
- The Burning Fuse (1970)

### Jako Harold English
- The Heavens Above Us (1979)